# 万年桥 (歙县)
29°52′38″N 118°26′29″E / 29.877138°N 118.441492°E
万年桥是位于中国安徽省黄山市歙县徽城镇城北扬之河上、原徽州府城大北门临溪门外的一座纵列式法券大型联拱石拱桥，建于明万历元年（1573），清光绪二十年（1894）重修，桥长153米、高10米、宽6.7米，九孔，采用大青石砌筑。东端曾有一石牌坊，上有“北钥云龙”、“道岸津梁”等题额，清乾隆时已毁。桥下游为练江大桥（原为太平桥）。

## 图集
- 自东南侧桥头看桥面
- 自桥面看东侧分水墩
- 自桥面看东侧分水墩